# Faranak Parto Azar
Faranak Parto Azar (* 19. September 1988 in Schiras) ist eine iranische Mountainbikefahrerin.

## Leben und Werdegang
Faranak Parto Azar gewann fünf Mal die iranische Meisterschaft. 2017 belegte sie in der Disziplin Cross Country mit 321 Punkten den ersten Platz in Asien und den 86. Platz der Welt. Bei den Asienspielen 2018 belegte sie Rang vier.
Parto Azar motiviert iranische Frauen auf das Fahrrad zu steigen und leitet in ihrer Heimatstadt eine Bike-Gruppe für Frauen. Im Dokumentarfilm „Free Riding Iran“ der beiden Schweizer Bikerinnen Anita und Carolin Gehrig erzählt sie von der Herausforderungen als Bikerin in ihrem Land.